# Заслуженный артист Республики Северная Осетия — Алания
Заслуженный артист республики Северная Осетия — Алания — почётное звание республики Северная Осетия — Алания. Награждение этим званием регулируется законом республики Северная Осетия — Алания от 15 августа 2007 года № 38-РЗ «О государственных наградах республики Северная Осетия — Алания».
На основании этого закона, звание «Заслуженный артист Республики Северная Осетия — Алания» присваивается артистам и режиссерам театра, кино, телевидения, радиовещания, цирка, эстрады, а также дирижерам, музыкантам и солистам оркестров, ансамблей за достижение высокого исполнительского мастерства, создание высокохудожественных образов, спектаклей, кино- и телефильмов, способствующим своей деятельностью развитию искусства и проработавшим в данной сфере 15 и более лет; артистам балета и профессиональных танцевальных коллективов, исполняющим сольные партии, проработавшим в данной сфере не менее 10 лет.